# شادهوار

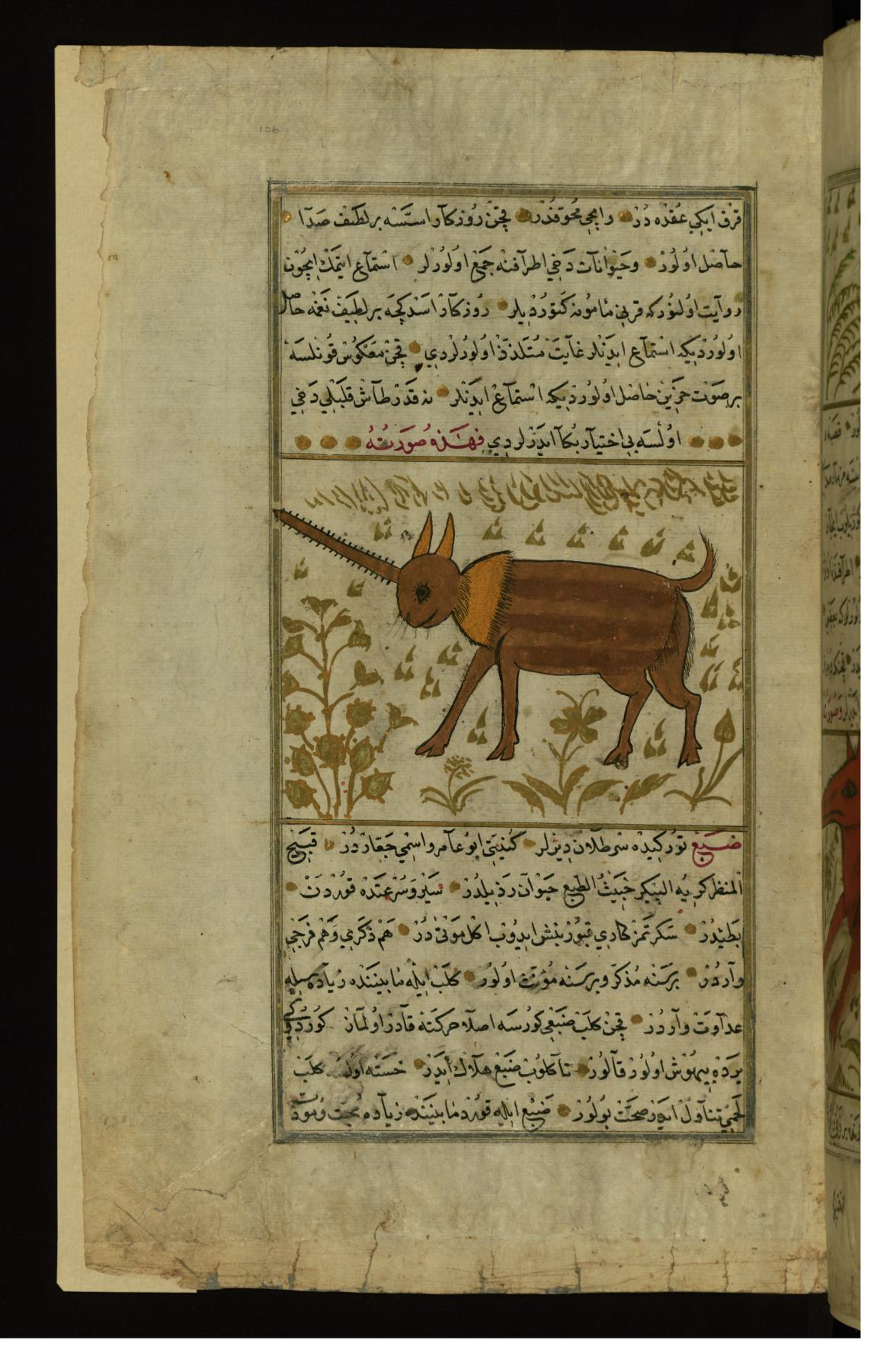
صفحه‌ای از نسخه خطی کتاب عجایب المخلوقات واقع در موزه هنر والترز که نشان دهنده آرَس، جانورانی چهارپا با یک شاخ است.

شادهَوار ( انگلیسی: Shādhavar ) یا آرَس، موجودی افسانه‌ای‌ست که در رسالات حیوانات قرون‌وسطایی اسلامی نام برده‌شده و به‌نوعی، تشبیهی از اسب تک‌شاخ است. زکریای قزوینی گفته که:«این موجود در کشور روم زندگی می‌کند و دارای یک شاخ با ۴۲ حفره برجسته و توخالی است که وقتی باد از میان آنها می گذرد صدای مطبوعی تولید کرده و حیوانات را وادار به درنگ و نشستن و شنیدن می‌کند. شاخ این موجود که گاهی به عنوان هدیه به پادشاهان داده می‌شود، مانند نی قابل نواختن است. این شاخ زمانی که از یک سو نواخته شود، صدایی شادی‌آور تولید می‌کند و زمانی که از سوی دیگر آن را بنوازند، نوا آنقدر غمناک می‌شود که همگان را به گریه می‌اندازد.»
محقق کمال‌الدین دَمیری، تعداد حفره‌های شاخ را به ۷۲عدد افزایش داد و مستوفی شادهوار را به گوشت‌خواری درّنده مبدل ساخت. این تغییرات را می توان نتیجه ادغام توصیف این موجود با موجودی دیگر از رساله قزوینی، سیرانس( Sirânis ) دانست؛ درنده‌ای که برای فریب‌دادن قربانیان خود آوازی اغواگرانه می‌خواند. جی. جیکوپ به شباهت‌های بین سیرانِس و سیرن‌ها در اساطیر یونان باستان اشاره‌هایی کرده‌است.